# Modlitz
Modlitz ist ein Gemeindeteil der Gemeinde Konradsreuth im Landkreis Hof (Oberfranken, Bayern). Modlitz liegt in der Gemarkung Markersreuth.

## Geografie
Der Weiler besteht aus drei Siedlungen. Die Kreisstraße HO 25 führt nach Reuthlas zur Staatsstraße 2461 (1,2 km nordwestlich) bzw. nach Wölbersbach (1,5 km südöstlich). Eine Gemeindeverbindungsstraße führt nach Markersreuth (1,2 km südlich).

## Geschichte
Modlitz gehörte zur Realgemeinde Markersreuth. Gegen Ende des 18. Jahrhunderts bestand Modlitz aus vier Anwesen (2 Halbhöfe, 1 Gut, 1 Gütlein). Die Hochgerichtsbarkeit stand dem bayreuthischen Stadtrichteramt Münchberg zu. Das Kastenamt Münchberg war Grundherr sämtlicher Anwesen.
Von 1797 bis 1810 unterstand Modlitz dem Justiz- und Kammeramt Münchberg. Infolge des Ersten Gemeindeedikts wurde Modlitz dem 1812 gebildeten Steuerdistrikt Markersreuth und der zugleich entstandenen die Ruralgemeinde Markersreuth zugewiesen. Im Zuge der Gebietsreform in Bayern wurde Modlitz am 1. Mai 1978 nach Konradsreuth eingemeindet.

### Baudenkmäler
- Grenzstein[8]

### Einwohnerentwicklung
| Jahr      | 1812  | 1819   | 1861   | 1871   | 1885   | 1900   | 1925   | 1950   | 1961   | 1970   | 1987   | 2025  |
| Einwohner | *     | *      | 55     | 58     | 54     | 45     | 27     | 50     | 34     | 29     | 20     | 18    |
| Häuser    | *     |        |        |        | 7      | 9      | 6      | 7      | 7      |        | 6      |       |
| Quelle    | [ 6 ] | [ 10 ] | [ 11 ] | [ 12 ] | [ 13 ] | [ 14 ] | [ 15 ] | [ 16 ] | [ 17 ] | [ 18 ] | [ 19 ] | [ 1 ] |

## Religion
Modlitz ist nach St. Martin (Ahornberg) gepfarrt und evangelisch-lutherisch geprägt.